# Euteleuta venezuelensis
Euteleuta venezuelensis là một loài bọ cánh cứng trong họ Cerambycidae.